# Институт белка РАН
Институт белка́ — научно-исследовательский институт Российской академии наук, занимающийся исследованием структуры и функций белка.

## Общие сведения
Институт белка был основан 9 июня 1967 года академиком Александром Сергеевичем Спириным в соответствии с решением Академии наук СССР для проведения фундаментальных работ по исследованию структуры и функций белка.
Институт находится в городе Пущино и функционирует в составе Пущинского научного центра РАН.

## Кадры
В Институте работают около 70 научных сотрудников, а всего в постоянный штат входят 200 человек, включая инженеров, лаборантов, технический и обслуживающий персонал. Кроме того, в Учебном центре (Архивная копия от 12 апреля 2009 на Wayback Machine) молекулярной биологии Института обучаются более 50 аспирантов, магистрантов и студентов.

## Структура
- Лаборатория механизмов биосинтеза белка
- Лаборатория биохимии вирусных РНК
- Лаборатория структурных исследований аппарата трансляции
- Лаборатория физики белка
- Отдел клеточной биологии
- Группа физиологии цитоскелета
- Группа клеточной подвижности
- Группа регуляции биосинтеза белка
- Группа генной инженерии
- Группа надмолекулярных белковых структур
- Группа физики нуклеопротеидов
- Группа термодинамики белка
- Группа структурных исследований рибосомных белков
- Группа моделирования белковых структур
- Группа химии пептидов
- Группа биоинформатики
- Группа генетики развития
- Группа спектроскопии белка
- Персональная группа В. Д. Васильева

## Вспомогательные подразделения
- Кабинет световой и электронной микроскопии
- Кабинет по наладке и обслуживанию КИП
- Кабинет препаративных ультрацентрифуг
- Ферментерный кабинет
- Кабинет научно-технической информации
- Кабинет информатики и связи
- Для подготовки молодых специалистов при институте создан Учебный центр молекулярной биологии.

## Дирекция
Руководство Институтом осуществляет Дирекция, которая состоит из директора, двух его заместителей по научной работе, заместителя по административно-хозяйственной части и ученого секретаря.
Кроме того, в Институте работает Учёный Совет, который разрабатывает основные пути дальнейшего развития Института, обсуждает новые планы и проекты работ и занимается всем, что касается научной деятельности.

### Директор института
- академик Александр Сергеевич Спирин, был директором-основателем института с 1967 по 2001 год.
- академик Лев Павлович Овчинников, доктор биологических наук, профессор, заведующий кафедрой молекулярной биологии Пущинского филиала МГУ им. М. В. Ломоносова, лауреат Ленинской премии в области науки и техники (1976), был директором института с 2001 по 2015 год.
- Вячеслав Адамович Колб, доктор биологических наук, профессор, и.о. с 2015 года, директор с 2017 года[5].